# Haus Antonstraße 8 (Dresden)

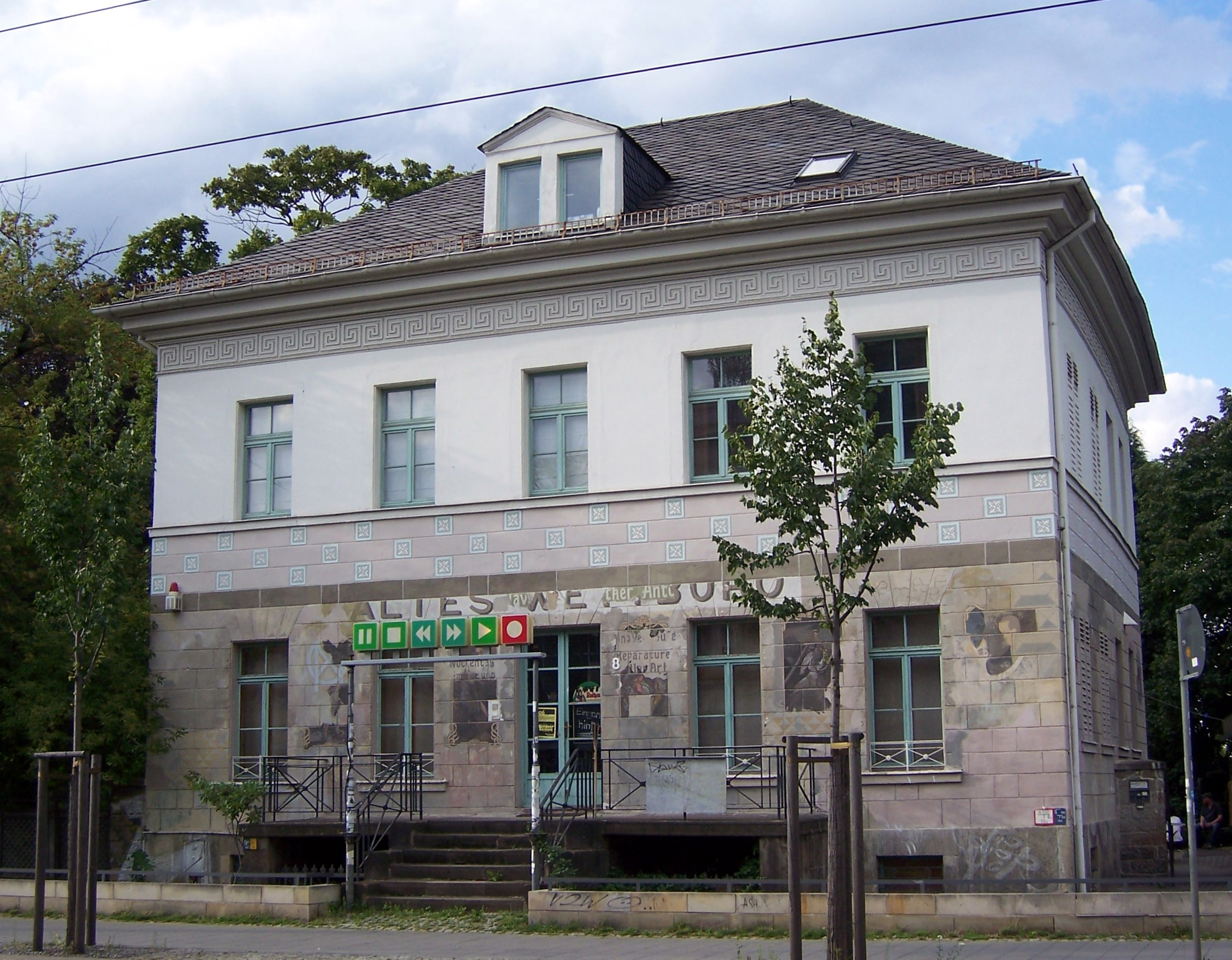
Haus Antonstraße 8, Altes Wettbüro

Das Haus Antonstraße 8 in Dresden ist ein im Jahre 1825 errichteter „charakteristischer Würfelbau des Klassizismus“. Das Gebäude an der Nordseite der Antonstraße zwischen Albertplatz und Neustädter Bahnhof ist denkmalgeschützt und wird heute unter dem Namen Altes Wettbüro gastronomisch genutzt.

## Geschichte
Das Haus, das dem Architekten Thormeyer zugeschrieben wird, entstand im Zuge der Dresdner Stadterweiterung nach Abtragung der alten Festungsanlagen und gehört neben der Altstädter Wache, den Torhäusern am Leipziger Tor, dem Dritten Belvedere, dem Kuppelsaal des Schlosses Pillnitz sowie dem wiederaufgebauten Schwanenhaus von Woldemar Hermann zu den wenigen klassizistischen Bauten Dresdens.
Die schlichte Villa entstand als Miethaus und war zeitweise Wohnsitz der Familie des Generalmajors Hans Oster. 1932 befand sie sich im Besitz der „Societé Luxembourge“. Sie überstand den Zweiten Weltkrieg ohne größere Schäden und war von 1952 bis 1990 Hauptsitz der Redaktion der Tageszeitung „Sächsische Neueste Nachrichten“ (die Lokalredaktion befand sich im Nachbarhaus Antonstr. 10). Danach wurden die Räume zeitweise als Wettbüro genutzt. Seit dessen Schließung befindet sich hier die Musikkneipe und Bar „Altes Wettbüro“.

## Beschreibung
Das Gebäude ist als zweigeschossiger, fünfachsiger Bau mit flachem Walmdach errichtet worden. Das Erdgeschoss ist bis zum Sohlbankgesims des Obergeschosses in Putz mit einer Quaderung gestaltet worden und oberhalb des Obergeschosses ist ein Mäandergesims im Kranzgesims zu sehen. Dessen Fassade wird in der Mittelachse durch eine in der Mitte vorgelegte Treppe betont.